# Johann Adam Remele

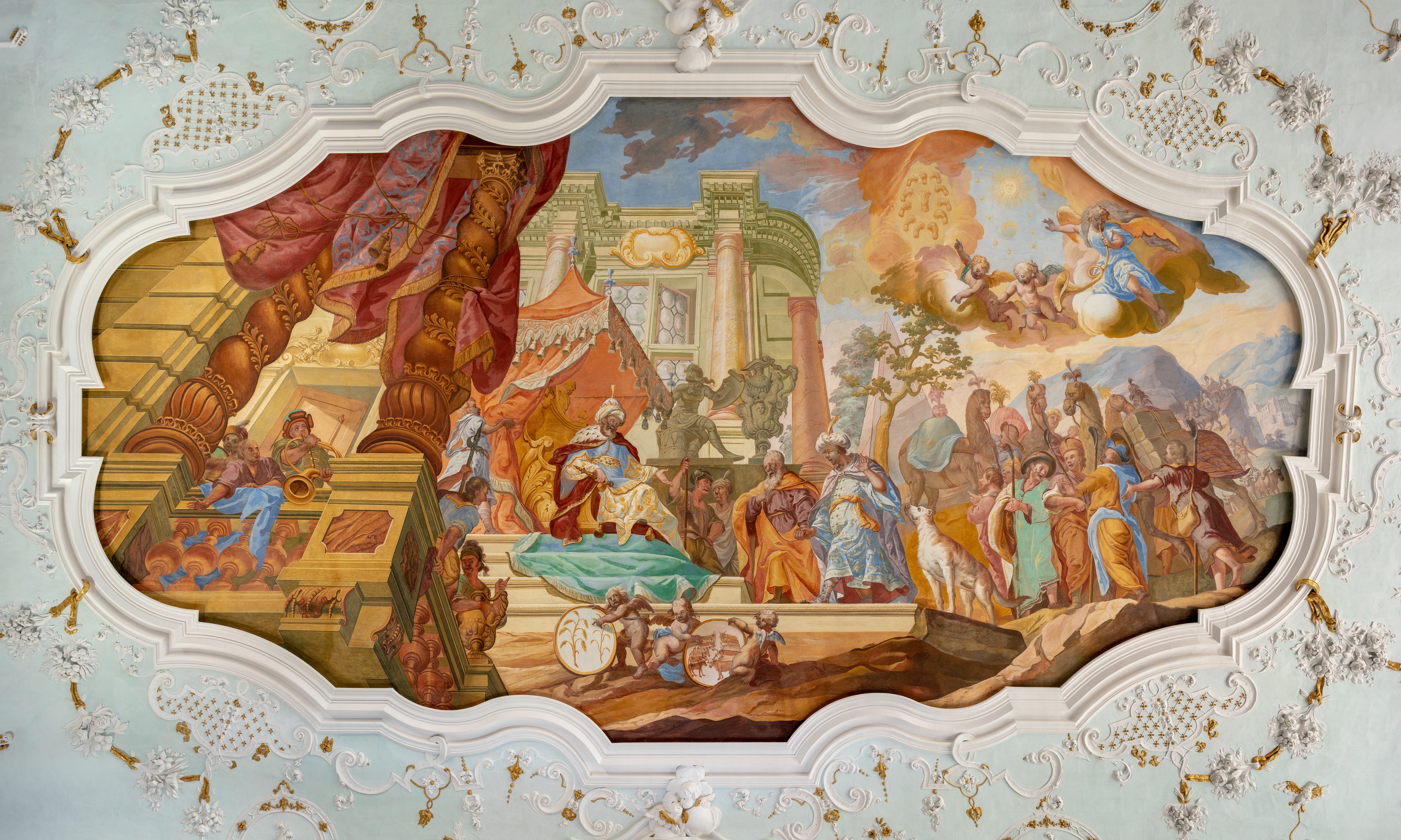
Deckenfresko im Josephsaal des Klosters Bronnbach

Johann Adam Remele (* im 17. oder 18. Jahrhundert; † 1740 in Würzburg) war ein fürstbischöflicher Hofmaler in Eichstätt und Würzburg.

## Leben und Werke
Das älteste überlieferte Zeugnis über Remele stammt aus dem Jahr 1724. Er arbeitete in verschiedenen fränkischen Klöstern. Bekannt sind seine Malereien im Treppenhaus und im Kaisersaal des Zisterzienserklosters Ebrach. Er wird als italienischer Freskomaler bezeichnet und erhielt für das Deckengemälde 325 Reichstaler, für die Seitenfresken (Bildnisse des St. Joannes, König Davids sowie der Propheten Daniel und Esaias) zusammen 200 Reichstaler. Dabei wurden die leuchtenden Farben und geschickte Komposition lobend erwähnt.
Er fertigte die Deckenfresken in zwei Sälen im Kloster Bronnbach. Das ehemalige Refektorium, heute als Bernhardssaal bezeichnet, ist mit Szenen aus dem Leben des Bernhard von Clairvaux geschmückt, der Josephsaal (Festsaal) mit Szenen aus der Josefsgeschichte. Das große Mittelbild an der Decke zeigt Jakob mit seinen Söhnen vor dem Pharao. Vier Wandbilder im Josephsaal zeigen Motive aus der Geschichte Esthers und Salomons aus dem Alten Testament. Auftraggeber für die Bronnbacher Bilder, die als Hauptwerk Remeles angesehen werden, war der Abt Joseph Hartmann. Remele führte die Arbeiten wohl in den Jahren 1724 bis 1726 aus. Aus dem Jahr 1725 stammten die Deckenmalereien im Kloster Münsterschwarzach. Auch in der Kirche im Stift Haug sind die Darstellungen der Vierzehnheiligen und der Enthauptung des Johannes von ihm überliefert.